# Zaid Tahseen
Zaid Tahseen Abd Zaid Hantoosh (arabisch زيد تحسين عبد زيد; * 29. Januar 2001 in Nadschaf) ist ein irakischer Fußballspieler.

## Karriere

### Verein
Zur Saison 2019/20 wechselte Tahseen zu Naft al-Wassat. Im Februar 2021 wechselte er zum al-Talaba SC und im August 2024 zu Al-Quwa al-Dschawiya , wo er auch aktuell noch spielt.

### Nationalmannschaft
Nach ersten Freundschaftsspieleinsätzen mit der irakischen U23 ab September 2021 gehörte Tahseen zum Kader bei der Westasienmeisterschaft 2023 und gewann dort mit seiner Mannschaft den Titel. Auch für die Asienmeisterschaft 2024 wurde er nominiert, bei der er in allen Partien eingesetzt wurde und ein Tor erzielte. Durch den Sieg über Indonesien im Spiel um den dritten Platz gelang dem Irak die Qualifikation für das Fußball-Turnier der Olympischen Spiele 2024.
Sein Debüt für die A-Nationalmannschaft gab er am 26. September 2022 bei einem 1:0-Freundschaftsspielsieg über Syrien, als er zur zweiten Halbzeit für Abbas Mohamad eingewechselt wurde. Er war auch im Kader beim Golfpokal 2023, wo er in einem Gruppenspiel eingesetzt wurde. Danach wurde er auch für die Asienmeisterschaft 2024 nominiert und erhielt in der Gruppenphase zwei Einsätze. Anschließend ging es für ihn mit Spielen in der Qualifikation für die Weltmeisterschaft 2026 weiter.